# آولوآ
آولوآ (به انگلیسی: A'oloau) در ایالات متحده آمریکا با جمعیت ۷۹۰ نفر است که در ساموآی آمریکا واقع شده‌است.